# Deutschtum
Deutschtum (pronunciación alemana: [ˈdɔʏtʃtuːm]) es un término alemán que equivale a "germanidad". Puede referirse al carácter y al espíritu alemán, a la pertenencia y al anhelo del pueblo alemán o a la totalidad de los grupos alemanes que residen en el extranjero.
Un concepto antioccidental del Deutschtum romántico ha sido un componente importante del nacionalismo alemán, cuando las concepciones de Volk (gente) y Gemeinschaft (comunidad) se llevaron a sus extremos durante el Tercer Reich.